# 埃爾薩鎮區 (伊利諾伊州澤西縣)
埃爾薩鎮區（英語：Elsah Township）是位於美國伊利諾伊州澤西縣的一個行政鎮區。

## 地方資料
根據2010年美國人口普查的數據，埃爾薩鎮區的面積為68.40平方千米，當中陸地面積為61.60平方千米，而水域面積為6.80平方千米。當地共有人口2319人，而人口密度為每平方千米33.9人。